# 迪奥斯科里德斯
佩达努思·迪奥斯科里德斯（拉丁語：、約40年—90年）。古罗马时期的希腊医生与药理学家，曾被羅馬軍隊聘為軍醫。其希腊文代表作《藥物論》（或譯作《药材志》、《药物志》）在之後的1500多年中成为药理学的主要教材，並成为现代植物术语的重要来源。曾随罗马帝国君主尼禄四處征战，进而得以研究植物学以及药理学。《藥物論》中对约600种藥用植物进行了阐释并提出了提取鸦片作为外科麻醉药的观点。该书被多次翻译并再版发行，其中的許多药物一直沿用至今。

## 生平
由於家鄉在小亞細亞的基利家的緣故，迪奥斯科里德斯經常待在塔爾蘇斯附近一所重點發展藥理學科的學院研究草藥。
雖然他說自己為羅馬軍隊效力，但他編寫的《藥物論》中所提到的物種，幾乎僅能在說希臘語的地中海東部沿岸地區被發現。也就是說，他不太可能隨軍隊行進（或旅行）到其他的地區。
名字裡的「佩达努思」是拉丁语，說明有個名為佩达努思的貴族資助他成為羅馬公民。

## 著作《藥物論》

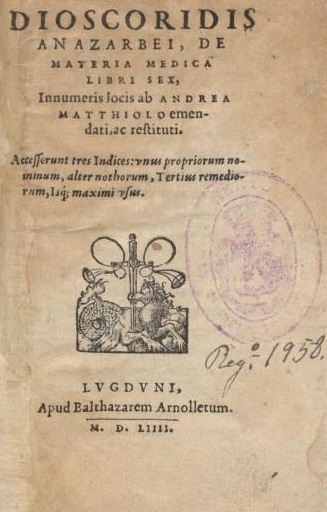
《藥物論》早期印刷版本的封面，里昂，1554

約在公元50年至70年之間，迪奥斯科里德斯以母語希臘語寫了一部有五卷的圖書《藥物論》（西歐國家更常以此書的拉丁名De Materia Medica來稱呼），成為後世各國現代藥典的先驅。
相較於許多的古代作者，迪奥斯科里德斯的作品在文藝復興時期並不是「重新被發現」（rediscovered）的，因為這本書從未失傳。事實上，自近世以來，西方世界提到藥物學著作，會先想到迪奥斯科里德斯的這部經典，甚至凌駕「醫學之父」希波克拉底的文集之上。

## 延伸阅读
- Allbutt, T. Clifford. . London: Macmillan. 1921. ISBN 1-57898-631-1.
- Bruins: Codex Constantinopolitanus: Palatii Veteris NO. 1 [3 VOLUME SET] Part 1: Reproduction of the Manuscript; Part 2: Greek Text; Part 3: Translation and Commentary Bruins, E. M. (Ed.)
- Hamilton, JS. . Bulletin of the history of medicine. 1986, 60 (2): 209–216. PMID 3521772.
- Riddle, John M. . Cranz, F. Edward; Kristeller, Paul Oskar  (编). . Washington, DC: Catholic Univ. of America Press. 1984. ISBN 0-8132-0547-6.
- Riddle, John M. . Austin: University of Texas Press. 1985. ISBN 0-292-71544-7.
- Sadek, M.M. . Québec, Canada: Les Éditions du sphinx. 1983. ISBN 2-920123-02-5.
- Scarborough, J; Nutton, V. . Transactions & studies of the College of Physicians of Philadelphia. 1982, 4 (3): 187–227. PMID 6753260.